# Don Martineau
Donald Jean „Don“ Martineau (* 25. August 1952 in Kimberley, British Columbia; † 26. März 2006) war ein kanadischer Eishockeyspieler, der im Verlauf seiner aktiven Karriere zwischen 1969 und 1978 unter anderem 90 Spiele für die Atlanta Flames, Minnesota North Stars und Detroit Red Wings in der National Hockey League (NHL) auf der Position des rechten Flügelstürmers bestritten hat. Den Großteil seiner Laufbahn verbrachte Martineau in der Central Hockey League (CHL), wo er in den Jahren 1973 und 1977 jeweils die Ligameisterschaft in Form des Adams Cup gewann.

## Karriere
Martineau verbrachte seine Juniorenzeit zwischen 1969 und 1972 in der Western Canada Hockey League (WCHL), wo er zunächst zwei Jahre für die Estevan Bruins spielte. Durch die Umsiedlung des Franchises im Sommer 1971 lief er in der Saison 1971/72 für das nun unter dem Namen New Westminster Bruins firmierende Team auf. Nach der Spielzeit, in der er in allen Offensivkategorien persönliche Bestwerte aufgestellt hatte, wurde Martineau im NHL Amateur Draft 1972 in der vierten Runde an 50. Position von den Atlanta Flames aus der National Hockey League (NHL) ausgewählt.
Der Offensivspieler wurde daraufhin von den Flames verpflichtet, in der Folge jedoch ab der Saison 1972/73 bei ihrem Farmteam Omaha Knights in der Central Hockey League (CHL) eingesetzt. Mit den Knights konnte der Abwehrspieler in seiner Rookiespielzeit den Adams Cup gewinnen. Nach dem Erfolg verblieb Martineau zunächst im Kader Omahas, verpasste aber aufgrund einer Knieverletzung große Teile der Saison. Dennoch kam er viermal für Atlanta in der NHL zum Einsatz. Nach der Saison wurde der Kanadier im Mai 1974 gemeinsam mit John Flesch zu den Minnesota North Stars transferiert, während im Gegenzug Buster Harvey und Jerry Byers nach Atlanta wechselten. In Diensten der North Stars avancierte der Angreifer auf Anhieb zum Stammspieler in der NHL. Allerdings war er im November 1975 erneut Teil eines Transfergeschäfts, als er im Tausch für Pierre Jarry an die Detroit Red Wings abgegeben wurde.
In der Organisation der Red Wings kam Martineau nur noch selten in der NHL zum Einsatz. So wurde er in den folgenden drei Spielzeiten – mit Ausnahme von zehn Partien für Detroit – bei deren Kooperationspartnern eingesetzt. Zunächst lief er für die New Haven Nighthawks in der American Hockey League (AHL) auf, anschließend stand er im Kader der Kansas City Blues und Kansas City Red Wings in der CHL. Mit den Kansas City Blues gewann er im Jahr 1977 seinen zweiten Adams Cup und wurde zudem ins First All-Star Team der CHL berufen. Im Sommer 1978 beendete der 26-Jährige seine aktive Karriere vorzeitig. Martineau verstarb im März 2006 im Alter von 53 Jahren.

## Erfolge und Auszeichnungen
- 1973 Adams-Cup-Gewinn mit den Omaha Knights
- 1977 Adams-Cup-Gewinn mit den Kansas City Blues
- 1977 CHL First All-Star Team

## Karrierestatistik
(Legende zur Spielerstatistik: Sp oder GP = absolvierte Spiele; T oder G = erzielte Tore; V oder A = erzielte Assists; Pkt oder Pts = erzielte Scorerpunkte; SM oder PIM = erhaltene Strafminuten; +/− = Plus/Minus-Bilanz; PP = erzielte Überzahltore; SH = erzielte Unterzahltore; GW = erzielte Siegtore; 1 Play-downs/Relegation; Kursiv: Statistik nicht vollständig)